# Ursula Kantorczyk
Ursula Kantorczyk (* 3. Mai 1943 in Stettin) ist eine deutsche Slawistin und emeritierte Professorin an der Universität Rostock. Ihr Hauptarbeitsgebiet war die Grammatik der russischen Sprache der Gegenwart.

## Leben
Nach dem Abitur 1961 in Barth studierte sie von 1961 bis 1968 Slawistik (Polonistik, Russistik) in Rostock, wo sie 1968 das Diplom in Slawistin, die Promotion 1975 zum Dr. phil., 1983 die Lehrbefähigung und die Habilitation 1989 zum Dr. sc. phil. (Slawische Sprachwissenschaft) erwarb. Von 1992 bis 2008 war sie Professorin (C3) für Russische Sprache der Gegenwart an der Universität Rostock.
Von 1970 bis 1986 war sie Mitglied der Zentralen Fachkommission Russisch der DDR.

## Schriften (Auswahl)
- Der Satztyp V gorode (est') universitet, U Igorja (est') mašina in der russischen Sprache der Gegenwart. Eine Komplexbeschreibung unter formal-grammatischem, semantischem, kommunikativem und referentiellem Aspekt. München 1993, ISBN 3-87690-554-0.
- Pragmatik von Aufforderungshandlungen im Deutschen. Rostock 2008, ISBN 978-83-61350-20-0.